# 卡尔·彼得斯
卡尔·彼得斯（Carl Peters，1859年9月27日—1918年9月10日），德国探险家、作家和殖民者，是德属东非殖民地的主要建立者。

## 早年
卡尔·彼得斯曾在哥廷根大学、蒂宾根大学和弗里德里希·威廉大学等学校学习历史、哲学和法律。1880年，他前往伦敦学习，与富有的叔叔卡尔·恩格尔住在一起。在伦敦的四年里，卡尔·彼得斯研究了英国历史、英国的殖民政策和哲学。其叔叔自杀后将财产遗赠给了彼得斯。1884年卡尔·彼得斯回到柏林，参与建立了德意志殖民协会（Gesellschaft für Deutsche Kolonisation）。

## 殖民非洲
1884年11月4日，卡尔·彼得斯和他的同伴在东非桑给巴尔对面的巴加莫约海岸登陆，他们花费6周时间在烏桑巴拉山脈地区说服了阿拉伯和非洲的酋长签署放弃土地和贸易路线的专属权。回到德国后，彼得斯开始巩固他在非洲的成功。1885年2月17日，德意志帝国政府授予彼得斯帝国特许证，2月27日在柏林西非会议结束时，德国首相奥托·冯·俾斯麦宣布成立德属东非保护国。同年4月，德国东非协会（Deutsch Osta Afrikanischen Gesellschaft）成立，卡尔·彼得斯担任主席。
1887年，卡尔·彼得斯回到桑给巴尔，获得了桑给巴尔对岸坦噶尼喀长18千米海岸带地区的征税权。两年后，又以20万英镑的价格从桑给巴尔苏丹手中买下，这使得德属东非地区的面积增至近90万平方千米，几乎是德国本土面积的2倍。1889～1890年卡尔·彼得斯以营救艾敏帕夏为名，深入尼罗河上游，到达维多利亚湖。
1890年7月1日英德两国签订了黑尔戈兰－桑给巴尔条约，划分了两国的势力范围，德国获得了卡普里维地带、黑尔戈兰岛和桑给巴尔以南的坦噶尼喀地区及有争议的乞力马扎罗山，英国获得了桑给巴尔及以北的东非大陆地区（今肯尼亚）。
1891年卡尔·彼得斯被任命为德属东非的首任总督。1895年因残酷对待非洲人而被召回德国，1897年被认定暴力袭击非洲原住民而被撤职。
卡尔·彼得斯后来在伦敦开办探险公司。1899～1901年，为商业目的，卡尔·彼得斯探索了赞比西河沿岸地区，在《古代人的黄金国》(1902，Im Goldland des Altertums)中描述了发现古代城市和金矿的经过。在书中，他将这一地区描述为传说中的盛产黄金和宝石的俄斐之地。

## 晚年
1909年，卡尔·彼得斯与西娅·赫伯斯（Thea Herbers）结婚，在被德国皇帝威廉二世宣布无罪并获得国家养老金后，他在第一次世界大战前夕返回德国。在出版了几本关于非洲的书籍后，彼得斯退休到巴特哈尔茨堡，1918年9月10日在那里去世。在第二次世界大战期间，阿道夫·希特勒称彼得斯为德国英雄。